# St-Caprais (Grisy-les-Plâtres)

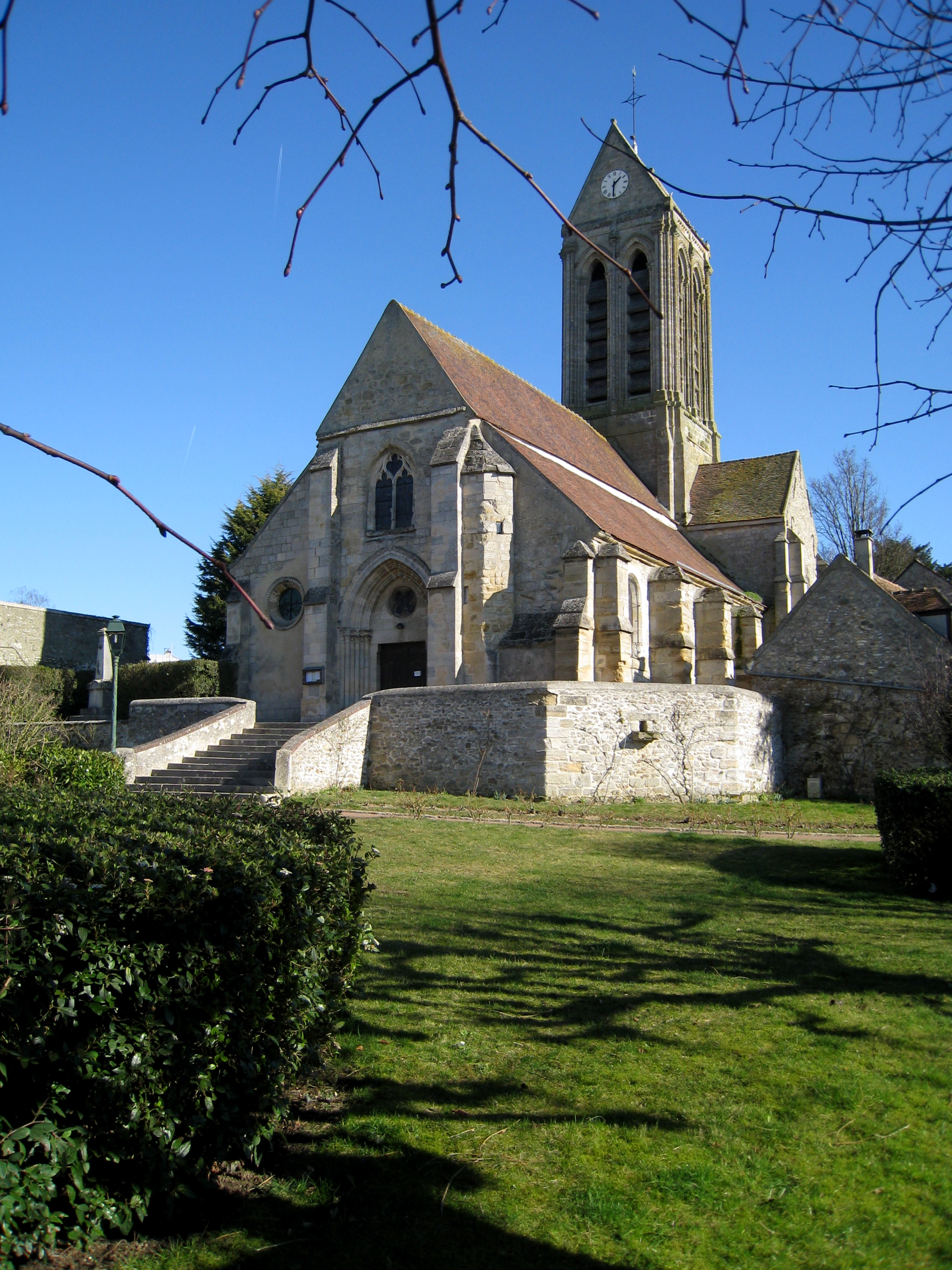
Kirche Saint-Caprais

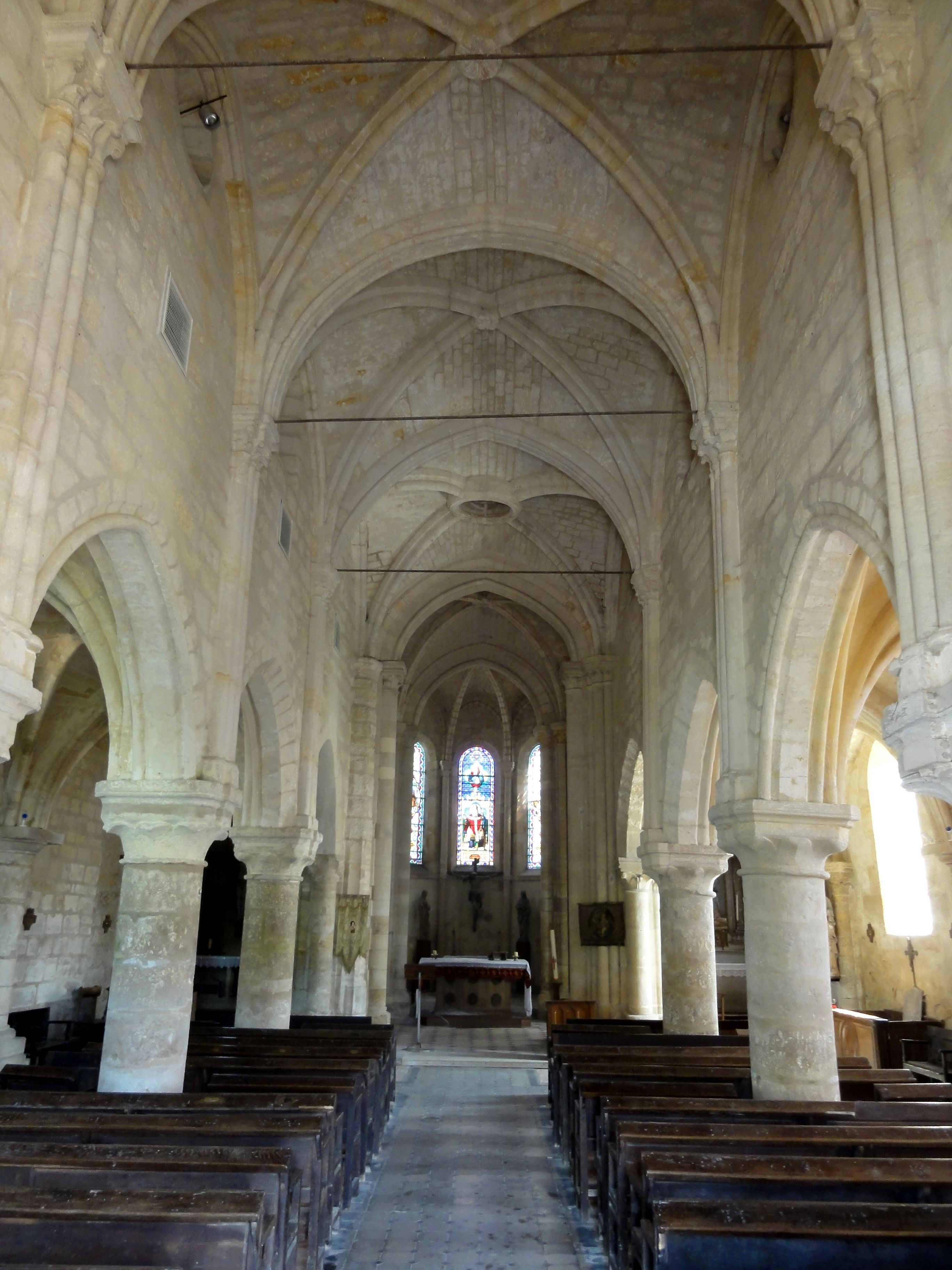
Innenansicht

Die römisch-katholische Kirche St-Caprais in Grisy-les-Plâtres, einer französischen Gemeinde im Département Val-d’Oise in der Region Île-de-France, wurde im 13. Jahrhundert errichtet. Das Bauwerk steht seit 1914 als Monument historique auf der Liste der Baudenkmäler in Frankreich.

## Beschreibung
Die Kirche wurde im Stil der Gotik Anfang des 13. Jahrhunderts errichtet. Lediglich der südliche Teil wurde im 16. Jahrhundert erneuert. Die Kirche besitzt ein vierjochiges Langhaus, zwei Seitenschiffe und ein Querhaus, an das sich ein kleiner Chor mit einem geraden Schluss anschließt. Der Turm über der Vierung besitzt langgezogene, spitzbogene Klangarkaden, er wird von einem Satteldach gedeckt. Die Fassade wird von Strebepfeilern gegliedert. Das Portal, ebenfalls von Strebepfeilern gerahmt, besitzt Archivolten auf Säulen ruhend, in dessen Tympanon sich ein Okulus befindet. Haupt- und Seitenschiffe werden von einem gemeinsamen Satteldach gedeckt.

## Ausstattung
Die Kirche besitzt fünf Ausstattungsstücke, die als „mobilier classés monuments historiques au titre des objets“ auf der Denkmalliste stehen:
- Steinskulptur der Maria, mit fehlender rechter Hand, aus dem 16. Jahrhundert[2]
- eine polychrome Pietà aus Holz aus dem 16. Jahrhundert[3]
- eine Holzskulptur der Madonna mit Kind aus dem 16. Jahrhundert[4];
- eine Darstellung des Kalvarienbergs aus Holz, ins 16./17. Jahrhundert datiert[5]
- sechs Chorstühle aus dem 17. Jahrhundert[6]